# Ген 13 (мультфильм)
Ген 13 — мультипликационный фильм, основанный на одноимённом комиксе Джея Скотта Кэмпбелла, Брэндона Чои и Джима Ли о супергероях подразделения DC Comics. Премьера фильма состоялась 31 октября 2000 года.

## Сюжет
Стивен Каллахан, участник проекта «Ген 12», разыскивается правительством. Вместе с женой Рейчел и двумя детьми, он пытается сбежать, но военные находят его и убивают. Его старший сын Мэттью с маленькой сестрёнкой на руках пытается скрыться.
Спустя годы, студентке колледжа Кейтлин Фэйрчайлд предлагает стипендию Комитета национальной безопасности для участия в секретной военной программе. Там она встречает новых друзей Персиваля «Гранжа» Чанга и Роксану «Рокси» Сполдинг. Под вывеской военной программы директриса Ивана Баюл и инструктора Мэттью «Порог» Каллахан и Хельга Кляйнман проводят над ними генетический эксперимент по превращению в сверхмощных существ «Ген 13». Полковник Джон «Джек» Линч, один из участников программы «Ген 12», прибывает на базу и знакомится с Кейтлин и её друзьями.
Однажды Кейтлин находит информацию о своем отце. К ней присоединяются Гранж и Рокси, но их обнаруживает охранник. Кейтлин демонстрирует сверхчеловеческие способности и побеждает охранника. Друзья пытаются сбежать, но это удаётся только Кейтлин. Ивана убеждена, что Гранж и Рокси являются шпионами Линча, и пытает их. Ей сообщают, что к базе приближается эскадра Линча, и Ивана посылает истребители на перехват. Когда она уходит, Порог намеревается мучить учеников, пока их гены не активируются. Гранж обретает способность менять молекулярную структуру собственного тела, подстраиваясь под любой материал, которого коснётся. Он освобождается и нокаутирует Каллахана.
Кейтлин сражается с Хельгой внутри робота и побеждает её. Установив телепатическую связь с друзьями, она проникает на базу и сталкивается с Иваной. Гранж и Рокси приходят к ней на помощь. После перестрелки с директрисой трио пытается сбежать на вертолете. Порог препятствует их побегу. В это время у Рокси проявляется способность управлять гравитацией. Втроём они побеждают Каллахана. Подоспевший Линч рассказывает, что Кейтлин — сестра Мэттью, которую он успел спасти и отдал на воспитание её дяди. Ивана вместе с усыплёнными остальными учениками сбегает и взрывает базу. Линч забирает трёх друзей и улетает, а Порог погибает под обломками.

## Роли озвучивали
- Кейтлин — Алисия Уитт
- Линч — Джон де Ланси
- Рокси — Элизабет Дэйли
- Гранж — Фли
- Порог — Марк Хэмилл
- Ивана — Лорен Лэйн
- Хельга — Клорис Личмен